# Syriana (protista)
Syriana es un género de foraminífero bentónico de la familia Syrianidae, de la superfamilia Loftusioidea, del suborden Loftusiina y del orden Loftusiida. Su especie tipo es Syriana khouryi. Su rango cronoestratigráfico abarca el Calloviense (Jurásico medio).

## Discusión
Clasificaciones previas incluían Syriana en la subfamilia Ilerdorbinae de la familia Cyclolinidae, así como en el suborden Textulariina del orden Textulariida o en el orden Lituolida.

## Clasificación
Syriana incluye a la siguiente especie:
- Syriana khouryi